# Gardnerodoxa
Gardnerodoxa Sandwith,  es un género monotípico de árboles de la familia Bignoniaceae. Su única especie: Gardnerodoxa mirabilis Sandwith es originaria de Brasil donde se encuentra en Piauhy, cerca de Alagadões.

## Taxonomía
Gardnerodoxa mirabilis fue descrito por Noel Yvri Sandwith  y publicado en Kew Bulletin 9(4): 611–614. 1954[1955].
Sinonimia
- Neojobertia mirabilis (Sandwith) L.G.Lohmann[3][4]